# Геометрична костенурка
Геометричните костенурки (Psammobates geometricus) са вид дребни влечуги от семейство Сухоземни костенурки (Testudinidae).
Разпространени са в ограничен район в югозападния край на Южноафриканската република. Достигат 12 – 15 сантиметра в диаметър и се хранят с растителна храна, главно листа, цветове и леторасти. Видът е критично застрашен, като популацията му се оценява на 2 – 3 хиляди екземпляра.